# Station Normans Bay
Normans Bay is een spoorwegstation van National Rail in Normans Bay, Rother in Engeland. Het station is eigendom van Network Rail en wordt beheerd door Southern. 